# Южный тоннель
Южный тонне́ль — автомобильный тоннель в Москве на Иловайской улице. Количество тоннелей — 1, в нём — 1 (одна) полоса движения плюс тротуар.

## География
Автомобильный тоннель находится на Иловайской улице.

Тоннель соединяет  район Марьино и район Печатники, проходя под железнодорожными путями Курского направления Московской железной дороги между платформами Перерва и Москворечье.

В районе Батайской и Курской улиц расположен аналогичный Северный тоннель.

## История
Южный тоннель был построен в 1907—1908 годах в качестве скотопрогонного туннеля, ведущего на городские бойни, располагавшиеся в районе современного ПАО «Микояновский мясокомбинат» на Волгоградском проспекте.

## Конструкция
Тоннель — мелкого заложения, коробчатого типа; покрытие: асфальт; есть тротуар для пешеходов. Из-за частых заливаний тротуар оформлен в виде закрытой галереи.

## Организация дорожного движения
Движение в тоннеле регулируется светофором; автомобильное движение общего транспорта — одностороннее[куда?]; встречное — только для общественного транспорта (автобусов №№35 и 646). Ограничение по высоте: 2,6 метра; остановка в тоннеле запрещена.

### Перспективы развития
На 2019 год утверждённых планов расширения не существует.